# Colgate Series Championships 1977
Il Colgate Series Championships 1977 è stato un torneo di tennis giocato sul cemento. È stata la 1ª edizione del torneo, che fa parte del WTA Tour 1977. Si è giocato a Palm Springs negli Stati Uniti, dal 1° al 6 novembre 1977.

## Campionesse

### Singolare
Chris Evert ha battuto in finale  Billie Jean King con il punteggio di 6–2, 6–2

### Doppio
Françoise Dürr /  Virginia Wade hanno battuto in finale  Helen Gourlay /  Joanne Russell con il punteggio di 6–1, 4–6, 6–4